# وونغ تشي تشونغ
وونغ تشي تشونغ (بالصينية: 黃志聰) (11 أكتوبر 1982 في الصين - ) هو لاعب كرة قدم صيني في مركز الدفاع.

## وصلات خارجية
- وونغ تشي تشونغ على موقع قاعدة بيانات كرة القدم.إي يو (الإنجليزية)
- وونغ تشي تشونغ على موقع Soccerway.com (الإنجليزية)
- وونغ تشي تشونغ على موقع عالم كرة القدم.نت (الإنجليزية)